# 加拿大廣播公司
加拿大廣播公司（英語： / 法語：）是加拿大的一家公共廣播機構，其對外使用的品牌名為。加拿大廣播公司是一家作為國家公共廣播機構的官方法人企業，其英語業務部門和法語業務部門分別被簡稱為和，提供電視和廣播服務。加拿大廣播公司由政府投資，在與政府保持距離的情況下獨立運作，但最終透過加拿大文化遺產部長向議會負責其運作模式。
加拿大廣播公司成立於1936年11月2日；儘管加拿大一些地方廣播公司要早於加拿大廣播公司成立，但它依然是加拿大目前成立時間最早且運營持續時間最長的廣播聯播網。加拿大廣播公司目前經營著四個無線廣播網：以英語廣播的CBC廣播一台和CBC音樂廣播，以及用法語廣播的ICI加拿大廣播第一台和ICI音樂廣播。而其國際廣播服務加拿大國際廣播電台曾經以短波廣播，但自2012年開始只在互聯網上提供播客形式的服務。加拿大廣播公司還運營著兩個地面電視聯播網：提供英語服務的CBC電視網和提供法語服務的ICI加拿大廣播電視網；並且它還擁有一些有線電視或衛星電視頻道：CBC新聞聯播網、ICI資訊電視網、ICI探索頻道、紀錄頻道和ICI藝術電視。同時它還以CBC北方和加拿大廣播北方的名義為加拿大北極地區提供服務。加拿大廣播公司現在也運營著一些數字媒體服務，例如CBC.ca / ICI.Radio-Canada.ca、CBC廣播三台、CBC音樂網 / ICI音樂網和在線點播電視平台ICI你電視。
加拿大廣播公司在其國內廣播服務上提供包括英語、法語及8種原住民語言在內的10種語言節目，同時也在其基於互聯網的國際廣播服務上提供5種語言節目。然而，由於2010年代初期的預算削減，該機構透過無線電波提供的服務有所減少，其中包括停播了加拿大國際廣播電台的短波廣播以及透過聯播網所擁有的轉播站向所有社區提供的地面電視廣播，這甚至包括一些原本不在加拿大地面數字電視轉型的社區。
加拿大廣播公司的聯邦資金由其電視廣播上的商業廣告收入所補充。 電台服務從成立之初到1974年都播放商業廣告，但此後其主要廣播網絡一直沒有廣告。2013年，它的次要電台聯播網CBC音樂廣播和ICI音樂廣播引入了有限的廣告，每小時播放最多四分鐘，但這項舉措在2016年停止了。

## 歷史沿革
1929年，由約翰·艾爾德擔任主席的皇家無線廣播委員會提議在加拿大境內建立一家全國性的公共廣播電台聯播網。而促使此提案的主要原因在於美國的無線廣播網開始擴展到加拿大，這導致美國的影響力在加拿大與日俱增。而與此同時，加拿大國家鐵路也正在建立一個廣播網——CNR電台；其目的在於為自己的乘客提供娛樂以使得自己的服務比競爭對手加拿大太平洋鐵路更具優勢。加拿大無線電聯盟的格雷厄姆·斯普賴和艾倫·普朗特則積極向加拿大人民遊說建立公共廣播的計劃。最終，時任加拿大總理的理查德·貝內特在其任期內成立了加拿大廣播公司的前身機構加拿大無線廣播委員會。
加拿大無線廣播委員會接管了加拿大國家鐵路的CNR電台，當時的CNR電台已經覆蓋加拿大的東部與中部地區，主要為加拿大國家鐵路的乘客提供廣播節目。1936年11月2日，加拿大無線廣播委員會改名為加拿大廣播公司。雖然加拿大無線廣播委員會是一家國有企業，但它是一家效仿英國廣播公司的皇家公司並於1927年從私營公司改制為法定公司。倫納德·布羅金頓當選加拿大廣播公司首任主席。
在接下來的幾十年裡，加拿大廣播公司引領了加拿大所有廣播領域內的創新。造成這一現象的部分原因在於加拿大廣播公司直至1958年不僅是一家廣播機構，同時還是加拿大廣播行業的主要監管機構。它利用這種雙重身份而獲得了加拿大境內的大部分清晰頻道許可證。1936年12月，加拿大廣播公司開始組建獨立的法語電台聯播網。1946年，加拿大廣播公司將調頻廣播技術引入加拿大，但它直至1960年才推出獨立的調頻廣播服務。
加拿大廣播公司的電視廣播服務於1952年9月6日啟動，它的第一個電視台站CBFT在魁北克省的蒙特利爾開播；兩天後，另一個電視台站CBLT在安大略省的多倫多開播。加拿大廣播公司第一個私營附屬台CKSO位於安大略省的大薩德伯里，它於1953年10月開播。按照當時的規定，所有私營台站都必須附屬於加拿大廣播公司；這些規定直到CTV電視網在1960年至1961年期間開播而放寬。
1944年至1962年期間，加拿大廣播公司將其英語電台聯播網分為泛加拿大聯播網和自治領聯播網兩個服務。自治領聯播網會播出美國的廣播節目並於1962年解散，而泛加拿大聯播網則改名為CBC電台（CBC Radio）。而到了1960年代後期，CBC電台又改名為CBC廣播一台，而CBC立體聲廣播（CBC Stereo）則改名為CBC廣播二台（CBC Radio Two）；CBC廣播二台在2007年對其名稱做了小調整，修改為CBC廣播2台。
1958年7月1日，加拿大廣播公司的電視信號實現了對加拿大全境的覆蓋。而加拿大廣播公司也在1963年推出了加拿大首部彩色電視節目《森林輕騎兵》。1966年7月1日，加拿大廣播公司開始廣播彩色電視信號；1974年，加拿大廣播公司實現了全彩電視信號廣播。1978年，加拿大廣播公司成為世界上首家採用人造衛星提供電視服務的廣播機構，從而使其電視信號實現將加拿大“從東至西並到北”式的連接起來。
加拿大廣播公司的使命是提升“國家道德經濟”。

### 邊境覆蓋套餐

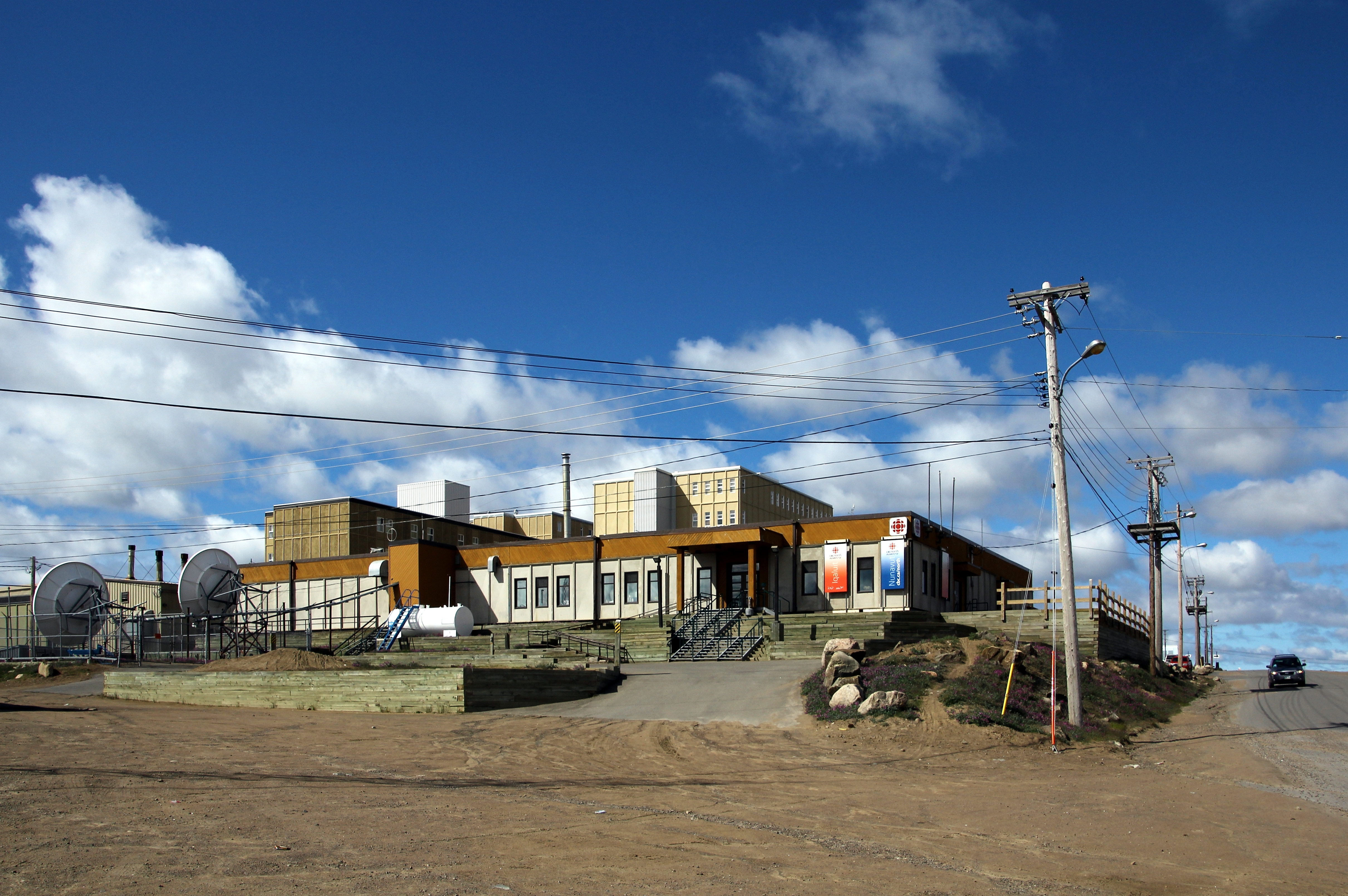
位於伊魁特的加拿大廣播公司北方部演播室

從1967年開始直至1970年代中期，加拿大廣播公司面向加拿大北部的偏遠社區提供一個名為“邊境覆蓋套餐（Frontier Coverage Package）”的有限電視服務。低功率電視發射台每天向所在社區廣播四小時黑白電視節目的精選錄影。這些節目錄影通常是在卡爾加里錄製，然後通過發射機將節目傳送至一個社區進行廣播並再轉送到另一個社區；這在電視辛迪加組織內部被稱為“輪播模式（Bicycle）”。傳送的延誤時間從到大型聚居區的一周到小型社區的一個月不等。
加拿大廣播公司在北部偏遠地區設立的第一批廣播台站於1961年分別在西北地區的黃刀鎮、曼尼托巴省的林恩湖鎮和魁北克省的哈弗爾—聖皮埃爾建立。1968年11月，另一個廣播台站在育空地區的白馬市開始運營。在接下來的1969年到1972年期間，加拿大廣播公司又在這些區域設立了一些廣播台站。
1973年，大部分廣播台站進行了重新配置以便能夠接收由阿尼卡衛星所轉播的加拿大廣播公司彩色電視節目信號，同時與加拿大其他地區實現同步直播。一些為大型聚居區提供信號轉播的電視台站在1973年2月5日便實現了彩色電視信號的轉播，而其餘廣播台站也在當年春季到來之前實現了彩色信號轉換。面向大西洋時區廣播的電視信號源來自新斯科舍省的哈利法克斯（後來變更為紐芬蘭与拉布拉多省的聖約翰斯）；而面向太平洋時區廣播的電視信號源則來自不列顛哥倫比亞省的溫哥華。即便居住在加拿大的其他時區，能夠接收到電視信號也基本來自上述兩個信號源。加拿大廣播公司的電視節目編排主要是針對大西洋時區，其他時區則都會有一個核心電視台站將錄製好的節目信號延遲一到三小時播出；而太平洋時區的電視節目則會重新編排。加拿大境內北部地區的電視台站主要是接收上述兩個信號源之一，而西北地區的西部台站則是接收太平洋時區信號源。而加拿大一些省份北部地區的廣播站則是通過微波與本省的加拿大廣播公司中心台站連接並直接轉播該信號源。
這些北部邊境地區的廣播台站有部分並未使用標準的加拿大廣播公司所屬台站的標準呼號，例如白馬市的CFWH電視台、黃刀鎮的CFYK數字電視台、弗羅比舍灣的CFFB電視台和因紐維克的CHAK電視台；而另外一些電視台站則會使用標準的CB_T格式呼號但通常會使用五個字母。北部地區的上行鏈路以前通常是使用從南部地區調來的臨時設備，但後來在黃刀鎮建立了第一個地面站上行鏈路，隨後白馬市和伊魁特也建立了地面站上行鏈路。
首個由北部邊境地區製作的電視節目是來自黃刀鎮的月度新聞雜誌節目——《我們的方式（Our Ways）》。而到了1995年，北部邊境地區則發展到製作工作日播出的半小時新聞廣播節目；當時主要的新聞廣播節目有《北方節奏（Northbeat）》和《峽灣（Igalaaq）》。而在此之前，北部邊境地區只會偶爾上傳一些臨時節目，例如有關加拿大各地區的選舉報道。育空地區首次進行此類報道是在1985年，但由於當時加拿大廣播公司正在進行國家冰球聯盟史丹利盃季後賽的轉播工作，這導致了報道設備不足而不得不向加拿大環球電視網位於愛德蒙頓的CITV電視台租用相關設備前往白馬市。

### 數字信號轉換

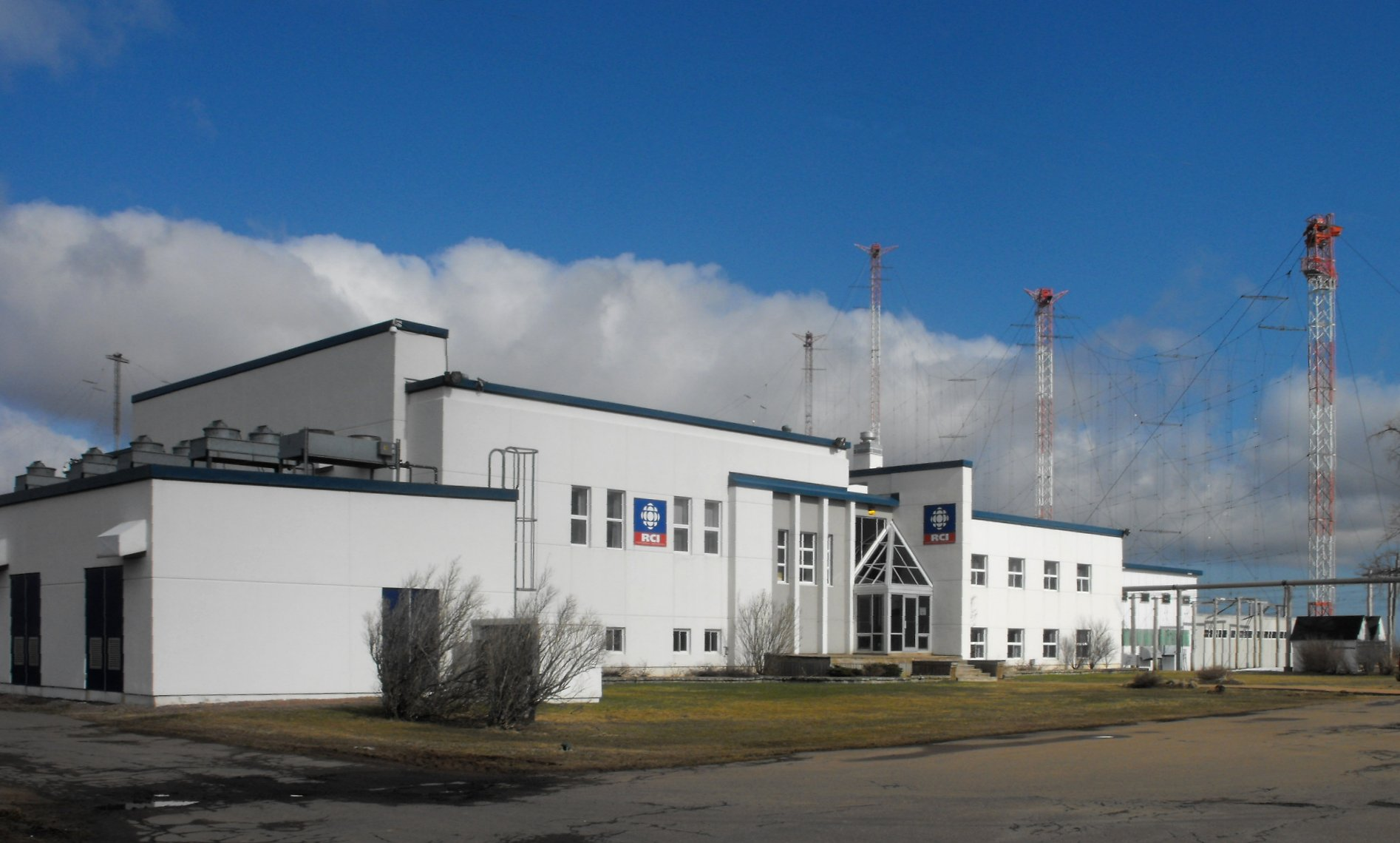
加拿大國際廣播電台位於新不倫瑞克省薩克維爾 (新不倫瑞克省)的信號發射站CKCX。照片攝於2009年，而發射站於2012關閉。

加拿大廣播電視及通訊委員會曾下令要求加拿大境內28個“強制市場（Mandatory Market）”的全功率無線類比電視發射站在2011年8月31日之前停止傳輸。廣播公司可以選擇將這些類比電視發射站轉換為數字電視發射站後繼續服務該市場，也可以選擇關閉無線電視服務。不過，有線電視、IPTV及衛星電視則不受此數字電視轉換截止日的影響。
雖然加拿大其他廣播公司在2011年8月31日截止日之前完成了絕大部分類比電視發射機的數字信號轉換工作，但加拿大廣播公司的進度卻僅僅過半。其中加拿大廣播公司的英語電視服務完成了15個強制市場的轉換，而法語電視服務則完成了14個。由於公司財務報告中所說的財政困難，加拿大廣播公司公佈了一項計劃，即在截止日到來時，28個強制市場中通過轉播發射機接收電視服務的社區將被關閉無線電視信號。而根據當時的估計，加拿大廣播公司在強制市場的英語電視服務和法語電視服務共計有48個發射機，而其中有23個為轉播發射機。當時失去加拿大廣播公司英語電視服務和法語電視服務無線信號的強制市場包括安大略省的倫敦市（市區人口約45.7萬人）和薩斯喀徹溫省的薩克屯（市區人口約25.7萬人）。加拿大廣播公司在這兩個地區市場的發射機是其旗下所有強制市場中唯二沒有轉換為數字信號的。
在2012年4月4日宣佈一攬子計劃後，加拿大廣播公司在同年7月31日直接關閉了其旗下所有的620個類比電視發射機。這使得加拿大廣播公司的發射機總數銳減到僅有27個。而根據加拿大廣播公司自己的報道，這些舉措使得其成本每年減少1,000萬加元。不過加拿大廣播公司也沒有計劃在僅有的數字電視發射機中通過子頻道來傳輸無線電視信號。事實上，在加拿大廣播電視及通訊委員會要求關閉所有類比電視發射機的建議裡，加拿大廣播公司就明確反對使用子頻道，理由則是成本因素。加拿大廣播公司還宣稱，由於加拿大境內有線電視和衛星電視服務已經非常普及，事實上僅有1.7%的加拿大人無法收看加拿大廣播公司的英語及法語電視節目。在某些地區（特別是偏遠地區和農村地區），有線電視和衛星電視長期以來就是當地人們接收電視節目的必備條件。

### 性侵事件餘波
2015年，在加拿大廣播公司英語廣播服務的電台主持人簡·戈梅希因被同事指控性騷擾後被停職；隨後在10月份，加拿大廣播公司宣稱握有戈梅希傷害一名女性僱員的“圖像證據”並隨即解僱了他。該公司委託了魯賓—湯姆林森律師事務所（Rubin Thomlinson LLP）進行了獨立調查，而根據該事務所合夥人賈尼斯·魯賓（Janice Rubin）所出具的最終調查報告稱，加拿大廣播公司並沒有認真對待員工對戈梅希的投訴。魯賓的結論是，當加拿大廣播公司的管理層意識到戈梅希的“有問題行為”時，“未能採取適當的措施”。
簡·戈梅希被警方指控涉嫌多起性侵犯罪，但2016年3月的判決中，除一項性侵指控外，其餘罪名均被判無罪。而在同年6月，他將就最後一項性侵指控接受審訊。該指控涉及另一名曾在加拿大廣播公司工作的女性，後來她的名字被透露為凱瑟琳·博雷爾。2016年5月11日，在戈梅希簽署了一份不包括認罪內容的治安契約並向博雷爾道歉後，加拿大檢方撤回了對他的起訴。凱瑟琳·博雷爾就加拿大廣播公司最初針對自己對戈梅希投訴處理方式提出了批評，她告訴聚集的媒體代表，“當我向加拿大廣播公司尋求幫助時，我得到的卻是一個指示，那就是他可以這樣做，而我的工作就是讓他這樣做。”
同樣也在2016年5月11日，加拿大廣播公司公共事務主管查克·湯普森（Chuck Thompson）也向凱瑟琳·博雷爾致歉道，“博雷爾女士在我們工作場所經歷的事情根本不應該發生，我們真誠地道歉……”該公司還堅稱，它已接受魯賓報告，並在改進培訓和處理霸凌及騷擾投訴方法的政策修訂方面“取得了重大進展”。
魯賓報告“包含了關於加拿大廣播公司如何改變其工作場所文化的幾項建議。其中一項建議包括設立一名工作及人權監察員，員工可以利用該監察員提出對工作場所的擔憂。” 加拿大廣播公司也解除了“與兩名高級主管的關係，即加拿大廣播公司廣播業務前負責人克里斯·博伊斯（Chris Boyce）和英語業務部門人力資源主管托德·斯賓塞（Todd Spencer）”。
而在雅克·加蘭特（Jacques Gallant）於2016年5月11日為《多倫多星報》所撰寫的文章中寫道，公共關係專家馬丁·韋克斯曼（Martin Waxman）在談及對加拿大廣播公司的“嚴厲起訴”時，發表評論道，“是的，他們進行了調查；但如果我是加拿大廣播公司，我會認真思考這種文化出了什麼問題，以及他們可以採取哪些措施來修復它。”《多倫多星報》
還引述了僱傭法律師霍華德·萊維特的話，他表示“加拿大廣播公司尚未完全解決騷擾問題”。萊維特稱魯賓報告為“粉飾太平”並重申他的建議，即聯邦委員會應對公共廣播公司的工作場所問題進行更詳細的調查。

### 選舉版權紛爭

#### 訴訟威脅
第42屆加拿大聯邦大選期間，加拿大廣播公司向佈羅德本特研究所、加拿大保守黨、加拿大自由黨和新民主黨等組織發出停終信，指控它們競選廣告中所使用加拿大廣播公司新聞節目的片段是未經許可使用受著作權保護之內容。加拿大自由黨和新民主黨服從了加拿大廣播公司停終信的要求並撤下了有問題的競選廣告，但佈羅德本特研究所和加拿大保守黨卻依舊播放這些廣告。但是，佈羅德本特研究所和加拿大保守黨與加拿大廣播公司最終還是沒有走上法庭，因為佈羅德本特研究所和加拿大保守黨同意刪除違規資料，而加拿大廣播公司也沒有在2015年進一步追究它們的行為。

#### 訴諸法律
2019年10月，也就是在第43屆加拿大聯邦大選的兩周前，加拿大廣播公司起訴加拿大保守黨在其競選材料中使用了其領導人辯論的摘錄。加拿大廣播公司要求法院禁止加拿大保守黨繼續使用這些摘錄，同時還要求加拿大保守黨及其執行主任達斯汀·范伍格（Dustin Van Vugt）承認該黨“在未經許可的情況下使用了受版權保護的材料”。與此同時，加拿大廣播公司還表示加拿大保守黨所發佈的相關影像是“斷章取義並經過編輯以基於該黨利益而表達其黨派觀點”。作為回應，加拿大保守黨承認其發佈的競選材料中使用了加拿大廣播公司的17秒鐘鏡頭，但他們已在訴訟之前刪除了相關鏡頭；同時他們還表示，“嚴重關切這一決定是在競選前夕所做出的，而加拿大廣播公司本應該保證報道的公平性和客觀性。”
知識產權學者邁克爾·蓋伊特表示，該片段的使用很可能會受到“公平處理條款”的保護。但是加拿大廣播公司總裁兼執行長凱瑟琳·泰特則反駁道，她不認為政黨競選廣告使用新聞報道材料屬於《著作權法》中“公平處理條款”的豁免范圍。

#### 法院裁決
2021年5月13日，加拿大廣播公司的訴訟在加拿大聯邦法院被駁回。負責審理此案的法官邁克爾·費倫（Michael L. Phelan）裁定加拿大保守黨在其競選廣告中使用加拿大廣播公司的新聞報道材料是合理且被允許的。該判例在加拿大創造了一個先例，“在此判決之前，加拿大既往判例認為，為了滿足批評和審查的要求，必須對正在使用的版權作品進行批評和分析。”此外，法院認為，對於來源和作者的歸屬，包含加拿大廣播公司的標誌就足以“滿足著作權法的要求”。

## 標誌口號

### 歷代口號
下面表格列舉了加拿大廣播公司電視部門歷代使用的宣傳口號。
| 日期                | 口號                            | 日期          | 口號                              | 日期            | 口號                  |
| ------------------- | ------------------------------- | ------------- | --------------------------------- | --------------- | --------------------- |
| 1966年              | 電視就是加廣                    | 1986年—1989年 | 電視中的最佳                      | 2007年—2014年   | 加拿大就在這裡        |
| 1970年              | 要看就看最好的                  | 1989年—1992年 | 加廣與您                          | 2009年迄今      | 我的世界在加拿大廣播  |
| 1977年              | 讓加拿大人團結一致              | 1992年—1994年 | 公之於世 / 加廣：公共廣播 /       | 2011年 / 2016年 | 為您慶祝              |
| 1980年              | 我們是加廣                      | 1995年—2001年 | 我們自己的電視 / 我們自己的廣播 / | 2014年—2023年   | 我愛加廣 / 愛上加廣 / |
| 1984年              | 向我們尋求美好事物 / 知事有益 / | 2001年—2007年 | 加拿大自己的                      | 2023年迄今      | 這是加拿大的事情      |
| 註： 1. 2. 3. 4. 5. |                                 |               |                                   |                 |                       |

## 工會協會
| 性質                     | 名稱                                 | 官方網站            |
| ------------------------ | ------------------------------------ | ------------------- |
| 全公司                   | 專家與主管協會                       | www.apscbcsrc.org   |
| 全公司                   | 加拿大音樂家聯合會                   | cfmusicians.afm.org |
| 英語事業部門             | 加拿大電影、電視和廣播電台藝術家聯盟 | www.actra.ca        |
| 英語事業部門             | 加拿大媒體工會                       | cmg.ca              |
| 英語事業部門             | 戲劇舞台僱員國際聯盟                 | iatse.net           |
| 英語事業部門             | 加拿大編劇工會                       | www.wgc.ca          |
| 法語事業部門             | 導演協會                             | 不適用              |
| 法語事業部門             | 廣播電台、電影和電視編劇協會         | www.sartec.qc.ca    |
| 法語事業部門             | 加拿大廣播電台工人聯合會             | www.sttrc.ca        |
| 法語事業部門             | 藝人工會                             | site.uda.ca         |
| 法語事業部門             | 魁北克詞曲作家專業協會               | www.spacq-ae.ca     |
| 資料來源：加拿大廣播公司 |                                      |                     |

### 勞工問題
1981年，由於加拿大廣播公司內的技術人員工會廣播僱員與技術員全國協會宣佈罷工而導致公司旗下節目編排出現嚴重中斷。這不僅導致加拿大廣播公司旗下聯播網內的本地新聞廣播節目時長被大幅度縮減，同時也讓公司主打的新聞雜誌節目《日報》被迫推遲到1982年1月開播。
而自1990年代末期以來，加拿大廣播公司更是多次受到罷工問題的影響。
- 1999年前期，加拿大廣播公司除魁北克省和蒙克頓之外其他地區的英語聯播網與法語聯播網的技術工人因所屬加拿大通訊、能源和造紙工人聯盟舉行罷工而罷工，隨後加拿大媒體工會（英语：Canadian Media Guild）也打算舉行罷工，但加拿大廣播公司與這兩個工會組織達成了和解。[45][46]
- 2001年年底再度發生類似事件，罷工員工涉及除魁北克省與蒙克頓之外的所有技術工人；罷工最後於年底結束。[47]
- 2002年，加拿大廣播公司在魁北克省及蒙克頓的法語聯播網和英語聯播網的轉播工作團隊被管理層要求停工並離崗，這導致當賽季的國家冰球聯盟季後賽（英语：Stanley Cup playoffs）在法語電視台的轉播是沒有任何評論的。[48]

### 腳註
1. ↑  實際總收入還包括加拿大政府的撥款約1,271,846,000加拿大元。[1]:26
2. ↑  這其中包括6,597名正式員工、2,065名臨時員工和767名合約員工。[1]:13

### 出典
1. 1 2 3 4 5 6   (PDF). 加拿大廣播公司.   [2024-03-16].
2. ↑   (PDF). 加拿大廣播公司.   [2024-03-16]. （原始内容存档 (PDF)于2024-03-16）.
3. ↑  . 不列顛百科全書.   [2024-03-16]. （原始内容存档于2024-01-19）.
4. ↑  Heritage, Canadian. . www.canada.ca. 2025-03-12  [2025-05-05].
5. ↑  . The History of Canadian Broadcasting. Canadian Communications Foundation.   [2024-03-16]. （原始内容存档于2024-03-16）.
6. ↑  Angelina Irinici. . J-Source. Canadian Journalism Project. 2012-06-25  [2024-03-16]. （原始内容存档于2017-07-01）.
7. ↑  Robert E. Babe. . The Canadian Encyclopedia. Historica Canada. 2015-03-04  [2024-03-17]. （原始内容存档于2019-01-06）.
8. ↑  Christopher H. Sterling (编). . aylor & Francis. 2003: 417. ISBN 9780203484289. OCLC 1082196633.
9. ↑  . 加拿大廣播公司.   [2024-03-16]. （原始内容存档于2024-03-16）.
10. 1 2  . The History of Canadian Broadcasting. Canadian Communications Foundation.   [2024-03-17]. （原始内容存档于2024-03-17）.
11. ↑  . 加拿大廣播公司.   [2024-03-17]. （原始内容存档于2020-01-01）.
12. ↑  . Canadian Museum of History. 2017-05-25  [2024-03-17]. （原始内容存档于2021-04-22）.
13. ↑  . 加拿大廣播公司.   [2024-03-17]. （原始内容存档于2024-03-17）.
14. ↑  . The History of Canadian Broadcasting. Canadian Communications Foundation.   [2024-03-17]. （原始内容存档于2024-03-17）.
15. ↑  Jamie Bradburn. . Torontoist. Buzz Connected Media Inc. 2008-09-06  [2024-03-17]. （原始内容存档于2021-04-22）.
16. ↑  Tony Wong. . The Star. Toronto Star Newspapers Ltd. 2013-06-14  [2024-03-17]. （原始内容存档于2021-04-22）.
17. ↑  . 加拿大廣播公司.   [2024-03-17]. （原始内容存档于2024-03-17）.
18. ↑  Marc Montgomery. . 加拿大國際廣播電台. 2016-09-06  [2024-03-17]. （原始内容存档于2021-04-22）.
19. ↑  David Taras. . . University of Toronto Press. 2015-01-26  [2024-03-17]. ISBN 9781442608863. OCLC 888557508.
20. 1 2  Lorna Roth. . Leen d'. Haenens  (编).  2nd Edtion. University of Ottawa Press. 2017-09-27: 147–166. ISBN 9780776627090.
21. ↑  Lorna Roth. . McGill-Queen's Press - MQUP. 2005: 71. ISBN 9780773572447. OCLC 243600946.
22. ↑  . Whitehorse Daily Star. 1968-11-21: 2  [2024-03-26]. （原始内容存档于2024-03-26） –Newspaper.com.
23. ↑  . The Vancouver Sun. 1973-02-02: 22  [2024-03-26]. （原始内容存档于2024-03-26） –Newspaper.com.
24. ↑  . Whitehorse Daily Star. 1973-02-07: 22  [2024-03-26]. （原始内容存档于2024-03-26） –Newspaper.com.
25. ↑  Steve Hume. . Edmonton Journal. 1973-01-15: 47  [2024-03-26]. （原始内容存档于2024-03-26） –Newspaper.com.
26. ↑   (PDF). 加拿大廣播公司: 16.   [2024-03-27]. （原始内容 (PDF)存档于2023-03-20）.
27. ↑  . Whitehorse Daily Star. 1995-11-09: 14  [2024-03-27]. （原始内容存档于2024-03-27） –Newspaper.com.
28. ↑  . Whitehorse Daily Star. 1985-05-13: 4  [2024-03-27]. （原始内容存档于2024-03-27） –Newspaper.com.
29. ↑  . 加拿大廣播電視及通訊委員會.   [2024-03-27]. （原始内容存档于2017-06-12）.
30. ↑  . 加拿大廣播公司. 2012-08-04  [2024-03-27]. （原始内容存档于2020-08-08）.
31. ↑  Alyshah Hasham. . 多倫多星報. 2014-10-31  [2024-03-27]. （原始内容存档于2016-06-09）.
32. 1 2  James Armstrong. . 環球電視. 2015-04-16  [2024-03-27]. The fallout from the downfall of one of CBC's biggest stars hit the corporation hard on Wednesday. An independent report found managers at the CBC knew about Jian Ghomeshi's abusive behaviour at work, but did nothing to stop it.
33. ↑  Laura Fraser. . 加拿大廣播公司.   [2024-03-28]. （原始内容存档于2019-06-13）. "No workplace friendship or creative environment excuses this sort of behaviour, especially when there's a power imbalance as there was with Ms. Borel", Ghomeshi told the court.
34. ↑  . 加拿大廣播公司. 2016-05-11  [2024-03-28]. （原始内容存档于2019-06-12）. Circumstances around Ghomeshi complaint 'should never have happened', CBC says.
35. ↑  . Toronto CityNews. 680新聞電台. 2016-05-11  [2024-03-28]. （原始内容存档于2024-03-28）. We've revised our process for capturing the details of bullying and harassment complaints. We are responding to complaints with renewed discipline and rigour, and learning from the data to improve prevention and early resolution.
36. 1 2 3  Jacques Gallant. . 多倫多星報. 2016-05-11  [2024-03-28]. （原始内容存档于2016-05-13）. Corporation says culture shift about workplace harassment is underway, but outsiders are dubious.
37. 1 2  Catherine Tait. . 加拿大廣播公司. 2019-10-16  [2024-03-28]. （原始内容存档于2019-12-31）.
38. ↑  . 加拿大廣播公司. 2019-10-13  [2024-03-31]. （原始内容存档于2021-07-06）.
39. ↑  邁克爾·蓋伊特. . 環球郵報. 2019-10-13  [2024-03-31]. （原始内容存档于2019-12-17）.
40. ↑  Michael Higgins. . 國民郵報. 2019-10-12  [2024-03-31]. （原始内容存档于2021-07-06）.
41. ↑  . 加拿大聯邦法院. 2021-05-13  [2024-03-31]. （原始内容存档于2021-09-05）.
42. ↑  François Larose; Tamara Céline Winegust; William Audet; Adam Aucoin. . Law Business Research. 2022-02-11  [2024-03-31]. （原始内容存档于2022-03-19）.
43. ↑  . 加拿大廣播公司. 2023-02-03  [2024-03-31]. （原始内容存档于2023-03-13）.
44. ↑  . 加拿大廣播公司.   [2024-03-30]. （原始内容存档于2024-07-01）.
45. ↑  . 加拿大廣播公司. 1999-02-17  [2024-03-30]. （原始内容存档于2012-03-04）.
46. ↑  Ian Edwards. . Playback. Brunico Communications Ltd. 1999-04-05  [2024-03-30]. （原始内容存档于2007-09-29）.
47. ↑  . 加拿大通訊、能源和造紙工人聯盟. 2001-12-30  [2024-03-30]. （原始内容存档于2007-09-27）.
48. ↑  Scott Fybush. . The Boston Radio Archives. 2002-06-03  [2024-03-30]. （原始内容存档于2012-05-29）.

## 延伸閱讀
- R. Bird. . McGill-Queen's Press. 1988. ISBN 9780773580893 （英语）.
- Daniel Robinson; Gene Allen (编). . University of Toronto Press. 2009-11-14. ISBN 9781442697003 （英语）.
- Sean Graham. . Historical Journal of Film, Radio and Television. 2015, 35 (2): 300–318. doi:10.1080/01439685.2014.952099 （英语）.
- Marion Ménard. . Library of Parliament. 2016 （英语）.
- Gil Murray. . Dundurn. 2003-09. ISBN 9781550024791 （英语）.
- Frank W. Peers. . University of Toronto Press. 1969. ISBN 9780802062109 （英语）.
- David Taras. . University of Toronto Press. 2015-01-26. ISBN 9781442608863 （英语）.
- Ruth Teer-Tomaselli. . Critical Arts. 2015, 29 (1): 77–93. doi:10.1080/02560046.2015.1009679 （英语）.
- Earnest Austin Weir. . McClelland and Stewart. 1965. ISBN 9780771089510 （英语）.
- Raymonde Bergeron; Marcelle Ouellette; Entreprises Radio-Canada. . Les Entreprises Radio-Canada. 1986. ISBN 9780887943287 （法语）.

## 外部連接
- 官方网站（英文）（法文）
- 加拿大廣播公司新聞網 （页面存档备份，存于）（英文）
- 加拿大國際廣播電台（英文）（法文）（西班牙文）（简体中文）（繁體中文）（阿拉伯文）（旁遮普語）（他加祿語）